# Jeannette Fischer (Psychoanalytikerin)
Jeannette Fischer (geboren 1954 in Baden) ist eine Schweizer Psychoanalytikerin.

## Leben
Fischer studierte vergleichende Religionswissenschaften in Athen und Tübingen und nahm eine psychoanalytische Ausbildung in Zürich auf. Von 1986 bis 2016 arbeitete sie als Freud’sche Psychoanalytikerin in der eigenen Praxis in Zürich. Sie war Dozentin und Co-Leiterin am Psychoanalytischen Seminar Zürich.
Mit Jens Peter Rövekamp realisierte sie 2010 den Dokumentarfilm Lisa und Yvonne über die transgenerationellen Folgen bei Verdingkindern.
Seit den 1990er Jahren beschäftigt sich Fischer, nachdem sie eine Ausstellung kuratiert hat, verstärkt mit Kunst. Aus einem viertägigen Gespräch Fischers mit der befreundeten Performance-Künstlerin Marina Abramović entstand ein Werk mit einer eingehenden Betrachtung von Abramovićs Biografie und Kunstschaffen aus psychoanalytischer Perspektive.

## Werk
Jeannette Fischer bearbeitet in ihrem Werk intensiv Fragen von Gewalt, Macht und Ohnmacht. Es geht ihr um die Aufdeckung von verborgenen gewalttätigen Strukturen, das Hinterfragen von Machtstrukturen und die Etablierung eines neuen Denkansatzes, wonach das Verbindende menschlicher Beziehungen die wechselseitige Anerkennung der Differenz ist.

## Buchveröffentlichungen
- mit Marina Abramovic: Psychoanalytikerin trifft Marina Abramović – Künstlerin trifft Jeannette Fischer. Scheidegger & Spiess, Zürich 2018, ISBN 978-3-85881-546-0.[7]
- Angst – vor ihr müssen wir uns fürchten. Stroemfeld, Basel 2018, ISBN 978-3-86109-205-6.[8]
- Hass. Klostermann, Frankfurt a. M. 2021, ISBN 978-3-465-04542-7.[9]
- Psychoanalytikerin trifft Helene und Wolfgang Beltracchi – Künstlerpaar trifft Jeannette Fischer. Scheidegger & Spiess, Zürich 2022, ISBN 978-3-03942-070-4.
- «Was ich begehre, ist bei mir»: Narziss und Narzissmus. Klostermann, Frankfurt a. M. 2023, ISBN 978-3-465-04629-5.[10]

## Fussnoten
1. ↑  Gerhard Mack: Zürcher Psychoanalytikerin: «Angst lähmt uns». In: NZZ am Sonntag. 9. August 2018.
2. ↑  Jeannette Fischer. In: salzkammergut-2024.at.
3. 1 2  Jeannette Fischer – Existentielle Grenzverletzungen. In:  ORF Vorarlberg. 3. Februar 2024.
4. ↑  Walter Zwahlen: Interview mit Jeannette Fischer, Verein netzwerk-verdingt, November 2010
5. ↑  «Lisa und Yvonne» im Cinema Luna. Kanton Thurgau, News-Archiv, 27. Juni 2011.
6. ↑  Thomas Wyss: «Dann weinten wir beide, doch aus komplett anderen Gründen». Gespräch mit Jeannette Fischer. Verlag Scheidegger & Spiess, abgerufen am 16. Juni 2025.
7. ↑  Peter Schulthess: Rezension von: J. Fischer: Psychoanalytikerin trifft Marina Abramović. In: à jour. Nr. 2, 2018.
8. ↑  Peter Schulthess: Rezension von: Jeannette Fischer (2018): Angst – vor ihr müssen wir uns fürchten. In: à jour. 2. Dezember 2021.
9. ↑  Peter Schulthess: Rezension von: Jea[n]nette Fischer (2021): Hass. In: à jour. Februar 2021.
10. ↑  Peter Schulthess: Rezension von: Fischer, Jea[n]nette (2023). «Was ich begehre ist bei mir mir». In: à jour. Bd. 10, Nr. 2, 2024.

| Personendaten    | Personendaten                |
| ---------------- | ---------------------------- |
| NAME             | Fischer, Jeannette           |
| KURZBESCHREIBUNG | Schweizer Psychoanalytikerin |
| GEBURTSDATUM     | 1954                         |
| GEBURTSORT       | Baden                        |